# La Vierge et l'Enfant avec un saint évêque, saint Jean le Baptiste, saint Michel et un saint non identifié
 (octobre 2021).
Si vous disposez d'ouvrages ou d'articles de référence ou si vous connaissez des sites web de qualité traitant du thème abordé ici, merci de compléter l'article en donnant les références utiles à sa vérifiabilité et en les liant à la section « Notes et références ».
La Vierge à l'Enfant entourée d'un saint évêque, de saint Jean le Baptiste, de saint Michel et d'un saint non identifié est une œuvre polyptyque réalisée par un peintre siennois anonyme désigné sous le nom de convention de « Maître de la Madone Goodhart » et datant du premier quart du XIVe siècle. Cette œuvre est aujourd'hui conservée au Birmingham Museum of Art.